# Немецкая осень
«Немецкая осень» (нем. Deutscher Herbst) — ряд событий во второй половине 1977 года, связанных с похищением и убийством промышленника и политика (бывшего нациста и члена ХДС) Ханнса Мартина Шлейера, бывшего в ту пору президентом Федерального объединения западногерманских союзов работодателей (BDA) и Федерации немецких промышленников (BDI), Фракцией Красной армии (РАФ) и захватом самолёта «Ландсхут» Люфтганзы Народным фронтом освобождения Палестины (НФОП). Террористы потребовали освобождения десяти членов РАФ, содержавшихся в тюрьме Штамхайм, и двоих палестинских соотечественников, удерживавшихся в Турции, а также 15 млн долларов в обмен на заложников. Убийство банкира Юргена Понто 30 июля 1977 года знаменовало начало «Немецкой осени». Она завершилась 18 октября освобождением «Ландсхут», убийством Шлейера и гибелью лидеров первого поколения террористов РАФ в их тюремных камерах.
Термин «Немецкая осень» возник благодаря фильму «Германия осенью» (1978). Это был коллективный фильм, который освещал социальную атмосферу времён террористической деятельности РАФ, предлагая различные критические перспективы и аргументы. В качестве режиссеров выступили Ганс Петер Клоос, Райнер Вернер Фасбиндер, Александр Клюге, Максмилиана Майнка, Эдгар Райц, Катя Рупе, Фолькер Шлёндорф, Петер Шуберт и Бернхард Зинкель . Клюге и Беата Майнка-Йеллингхауз были монтажерами фильма.

«Бескровные теракты сменились реальными. Власти ответили „немецкой осенью“ 1977-78 гг. Боролись не только с террористами, но и с „симпатизантами“ — а им могли объявить любого человека неконсервативных убеждений. Затравили, например, сына Генриха Белля, тихого скульптора. Многие из тех, кем сегодня гордится Германия (тот же нобелевский лауреат Гюнтер Грасс), собирались в эмиграцию. А между „городскими партизанами“ и полицией началась бесконечная кровавая вендетта. Полицейские убивали „борцов“ и сами ждали пули в любой момент. Потому еще долго стреляли первыми, не разбираясь — как Умлауф».— Александр Тарасов в интервью газете «Известия»

## Убийство Зигфрида Бубака
7 апреля 1977 года в Великий четверг в Карлсруэ был убит Генеральный прокурор при Верховном суде Германии Зигфрид Бубак.

## Попытка похищения и убийство Юргена Понто
30 июля 1977 года был убит 54-летний Юрген Понто, глава «Дрезднер-банка». Его застрелили в собственном доме в Оберурзеле при попытке похищения, так как он оказал сопротивление. В акции участвовали: Бригитта Монхаупт, Кристиан Клар и Сюзанна Альбрехт, последняя была сестрой крестницы Понто.

## Похищение Ханса Мартина Шлейера

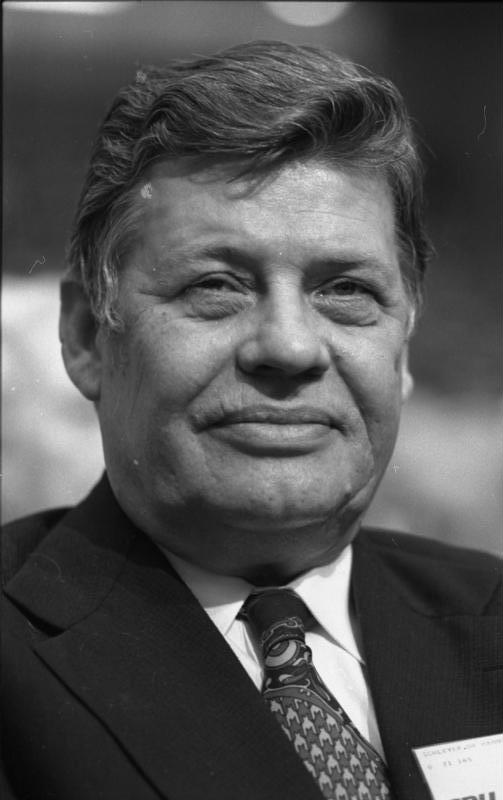
Ханс Мартин Шлейер в 1973 году

5 сентября 1977 года в Кёльне группа РАФовцев напала на автомобиль, в котором находился Ханнс Мартин Шлейер (нем. Hanns Martin Schleyer), президент Федерации немецких промышленников, бывший оберштурмфюрер СС. Его водитель, 41-летний Хайнц Марцис (Heinz Marcisz), был вынужден затормозить, когда на дороге перед ним внезапно появилась коляска. Полицейский автомобиль, шедший эскортом, не смог вовремя остановиться и врезался в автомобиль Шлейера. Около 20 членов РАФ в масках открыли огонь из автоматического оружия по этим двум машинам, убив водителя Шлейера и полицейского, 20-летнего Роланда Пилера, сидевшего позади водителя. Также были убиты водитель машины сопровождения, 41-летний Райнхольд Брендле, и ещё один полицейский — 24-летний Хельмут Ульмер. Брендле и Пилер получили более двадцати ранений.
Шлайер был похищен и удерживался в арендованной квартире недалеко от Кёльна. Он был вынужден обратиться к левоцентристскому правительству Гельмута Шмидта с просьбой об обмене на находившихся в заключении членов первого поколения РАФ. Все попытки полиции определить место нахождения Шлейера оказались безуспешными.
18 октября 1977 года заключенные члены РАФ Гудрун Энслин, Ян-Карл Распе и Андреас Баадер были обнаружены мёртвыми в тюремных камерах. В ответ на это похитители застрелили Шлейера по пути в Мюлуз, Франция, оставив его тело в багажнике зелёного Audi 100 на улице Шарля Пеги. Тело было обнаружено на следующий день, после того как они позвонили в офис Deutsche Presse-Agentur в Штутгарте и назвали место, где стоит автомобиль.

## Захват «Ландсхута»
Когда стало ясно, что правительство, основываясь на опыте, полученном двумя годами ранее при похищении Петера Лоренца (Peter Lorenz), не склонно идти на уступки , РАФовцы попытались оказать дополнительное давление, угнав 13 октября самолёт Боинг 737 «Ландсхут» немецкой авиакомпании «Люфтганза». В этом им помогали члены палестинской группы НФОП. После перелёта через Аравийский полуостров и убийства капитана Юргена Шумана, террористы с заложниками приземлились в столице Сомали Могадишо.

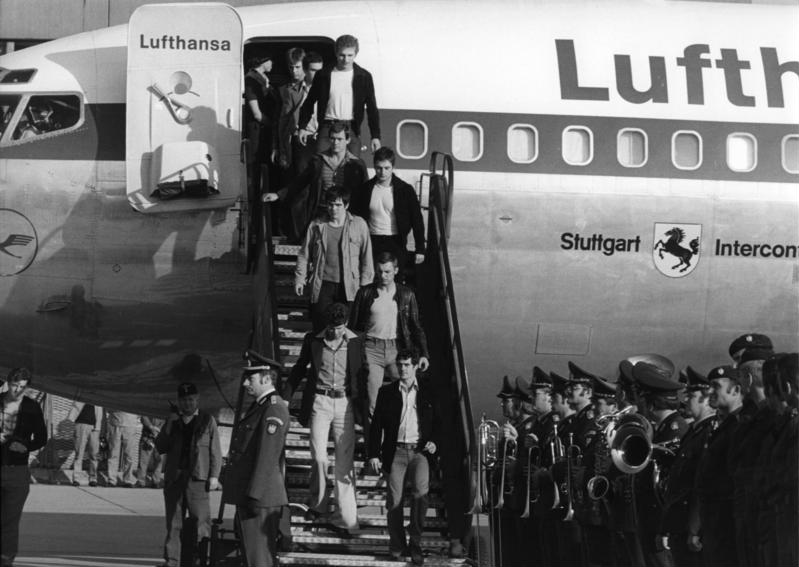
«Ландсхут» приземляется в аэропорту Кёльн/Бонн, 18 октября 1977 года, Франкфурт, с командой спецназа GSG 9 и заложниками, фотография Людвига Вегмана

После переговоров с сомалийским лидером Сиадом Барре западногерманскому правительству предоставили разрешение штурмовать самолёт Люфтганза 181. Операция была произведена 18 октября командой спецназа GSG 9, сформированного после теракта на мюнхенской Олимпиаде 1972 года. В результате спецоперации был ранен один член GSG 9 и одна стюардесса; из террористов выжила только Шухалия Андреус.
Той же ночью трое из находившихся в заключении в тюрьме «Штаммхайм» членов РАФ — Гудрун Энслин, Ян-Карл Распе и Андреас Баадер — были найдены мёртвыми в своих камерах. В ответ на это Шлайер, переправленный через Нидерланды в Бельгию, был застрелен похитителями. Его тело было найдено 19 октября 1977 года в автомобиле в Мюлузе, Франция.
Согласно официальной версии, лидеры первого поколения РАФ покончили с собой: Баадер и Распе воспользовались тайно пронесенными их адвокатом пистолетами, а Энслин — повесилась, кроме того Ирмгард Мёллер, также находившаяся в той тюрьме, выжила, несмотря на четыре ножевых ранения в грудь. Позже она заявила, что самоубийства не было, что это было целенаправленное убийство, совершенное охраной:

«В какой-то момент я проснулась от странного шума, который так и не смогла распознать. Шум был достаточно сильным. На выстрел он не был похож, скорее напоминал падение шкафа или что-то типа этого. Затем у меня вдруг потемнело в глазах, и очнулась я уже лежащей на полу в коридоре, а вокруг меня стояли какие-то люди и проверяли мои зрачки. Затем я услышала чей-то голос: „Баадер и Энслин мертвы“. После этого все вновь померкло».
12 ноября была найдена повешенной в своей камере Ингрид Шуберт. В версии самоубийства лидеров РАФ до сих пор сомневаются некоторые публицисты левых взглядов, так, по мнению российского левого социолога Александра Тарасова :

«Никто не объяснил, откуда в сверхохраняемой и постоянно обыскиваемой камере мог взяться пистолет, которым якобы застрелился Баадер, — и почему левша Баадер стрелял в себя правой рукой, да еще и в затылок? Как он умудрился занести пистолет длиной 17 см за голову на расстояние 40 см и сделать прицельный выстрел? Почему на затылке не осталось ожога и следов пороховых газов, соответствующих этим 40 см? А если выстрел был сделан из пистолета с глушителем, куда делся глушитель? Почему, наконец, из пистолета было сделано три выстрела? Такой же список вопросов существует и по каждому из „самоубийц“.

Даже в „антирафовских“ книжках, изданных на Западе, даже в бульварных, признается сквозь зубы: история со смертью лидеров РАФ более чем темная. Тут всё просто: у тюремных властей 70-х в ФРГ не было опыта фабрикации коллективных самоубийств политических заключенных — и в результате сделали они все очень топорно»— Александр Тарасов Партизан-антифашистов опять называют бандитами. От доктора филологии Геббельса — к кандидату филологии Эдельштейну..
После инцидента с «Ландсхутом» западногерманское правительство заявило, что больше никогда не будет вести переговоры с террористами.
Этим закончилась «Немецкая осень». А среди её последствий стоит отметить, что

«начиная с 1977 г. — года „немецкой осени“ — органам безопасности удалось вбить глубокий клин в отношения между людьми, так или иначе связанными с леворадикальными кругами. Потому что каждый, кто давал хоть малейший повод быть заподозренным в симпатиях к РАФ, мог отныне на своей шкуре ощутить все прелести общения с полицией».